# National Soaring Museum
Le National Soaring Museum (NSM) est un musée de l'aviation dont l'objectif déclaré est de préserver l'histoire du vol sans moteur. Il est situé au sommet de Harris Hill près d'Elmira, New York, États-Unis.
Le NSM est le référentiel officiel de la Soaring Society of America. En 1975, le conseil d'administration de la SSA a transféré le Soaring Hall of Fame au National Soaring Museum.
Le musée présente une grande collection de planeurs vintage et historiques.
Le musée administre également le programme National Landmark of Soaring (en) pour reconnaître les personnes, les lieux et les événements qui sont importants dans l'histoire de l'aviation sans moteur.

## Histoire
Elmira et Harris Hill sont depuis longtemps associés au vol à voile (en anglais : soaring) aux États-Unis. L'établissement du fabricant de planeurs le plus prolifique du pays, Schweizer Aircraft à Elmira, et la tenue des treize premiers concours nationaux de vol à voile sur le site entre 1930 et 1946, ont garanti sa stature en tant que lieu privilégié.
Au cours des concours nationaux américains de vol à voile dans les années 1950, les concurrents et les organisateurs ont discuté du concept d'un musée national de vol à voile. Un musée local d'Elmira à Strathmont Estates présentait une exposition sur le sujet à l'époque.
Dans les années 1960, le segment de vol à voile de cette petite collection a été déplacé à Harris Hill à la suite du travail de la Harris Hill Soaring Corporation et du cofondateur de Schweizer Aircraft, Paul A. Schweizer.
En 1969, la Soaring Society of America avait désigné Harris Hill comme emplacement du futur National Soaring Museum. Le musée a été créé en tant que société indépendante à but non lucratif. Le Département de l'éducation de l'État de New York a affrété le musée en tant qu'établissement d'enseignement à but non lucratif en 1972.
Le musée a remplacé son bâtiment d'origine endommagé par le feu en 1979 par une nouvelle installation de 16 000 pi2 (1 486 m2). En 1989, un ajout de 12 000 pi2 (1 115 m2) a été achevée et en 1993 un autre de 3 200 pi2 (297 m2). L'annexe sur les collections a été complétée. L'architecte du nouveau musée est Eliot Noyes, lui-même pilote de planeur.
La présence du NSM à Harris Hill a contribué à convaincre le National Warplane Museum (en), maintenant appelé Wings of Eagles, de déménager dans la région en 1997. Avec le Glenn H. Curtiss Museum voisin, à Hammondsport, New York, les trois musées d'histoire de l'aviation sont des attractions touristiques majeures dans la région d'Elmira.
En 2013, l'installation de vol sans moteur originale de Warren E. Eaton a été inscrite au registre national des lieux historiques.
La collection NSM comprend : 
- Backstrom EPB-1C Flying Plank
- Baker-McMillan Cadet
- Berkshire Concept 70
- Bölkow Phoebus C
- Bowlus BS-100 Super Albatross
- Bowlus BA-100 Baby Albatross
- Bowlus BA-102 Two-Place Baby Albatross
- Bowlus Senior Albatross
- Briegleb BG-6
- Briegleb BG-12BD
- Chanute-Herring 1897 glider
- Culver Rigid Midget
- DFS Olympia Meise
- Elmira Dagling Primary
- Franklin PS-2 (Three examples)
- Franklin-Stevens PS-2
- Glasflügel BS-1
- Glasflügel H-301 Schuemann Libelle
- Glasflügel H-301B Libelle
- Göppingen Gö 3 Minimoa
- Göppingen Gö 1 Wolf
- Gross Sky Ghost
- Hall Cherokee II RM
- Hall Ibex
- Herring-Arnot 1897 glider
- Hutter H-17
- Laister LP-15 Nugget
- Laister-Kauffman LK-10A
- Marske Genesis I
- Mitchell Nimbus III
- Mitchell U-2
- Nelson BB-1 Dragonfly
- Nelson Hummingbird (deux exemplaires)
- Peel Z-1 Glider Boat
- PZL-Swidnik PW-5 Smyk
- Perl PG-130 Penetrator
- Pratt-Read PR-G1
- Prue IIA
- Prue 215
- Rogallo Hang Glider
- Ross R-6
- Ross-Johnson RJ-5
- Scheibe L-Spatz 55
- Schleicher ASW 12
- Schleicher Ka-6E
- Schreder HP-8 Airmate
- Schreder HP-10
- Schreder HP-11A Airmate
- Schreder HP-16
- Schreder HP-18
- Schweizer SGP 1-1
- Schweizer SGU 1-7
- Schweizer SGU 1-19 (deux exemplaires)
- Schweizer SGS 1-23D and 1-23HM
- Schweizer-Burr SGS 1-24 Brigadoon
- Schweizer SGS 1-26
- Schweizer SGS 1-26E
- Schweizer SGS 1-29
- Schweizer SGS 1-35
- Schweizer SGS 2-8
- Schweizer SGS 2-12
- Schweizer SGU 2-22
- Schweizer SGS 2-32 (deux exemplaires)
- Slingsby UT-1 Dawydoff Cadet
- Slingsby Kirby Gull
- Slingsby T-3 Grasshopper Primary
- Slingsby Type T43 Skylark III
- Waco CG-4A
- Wright 1902 Glider (Replica)
- Wright 1911 Glider (Réplique)
- Zoegling Primary